# Utladalen

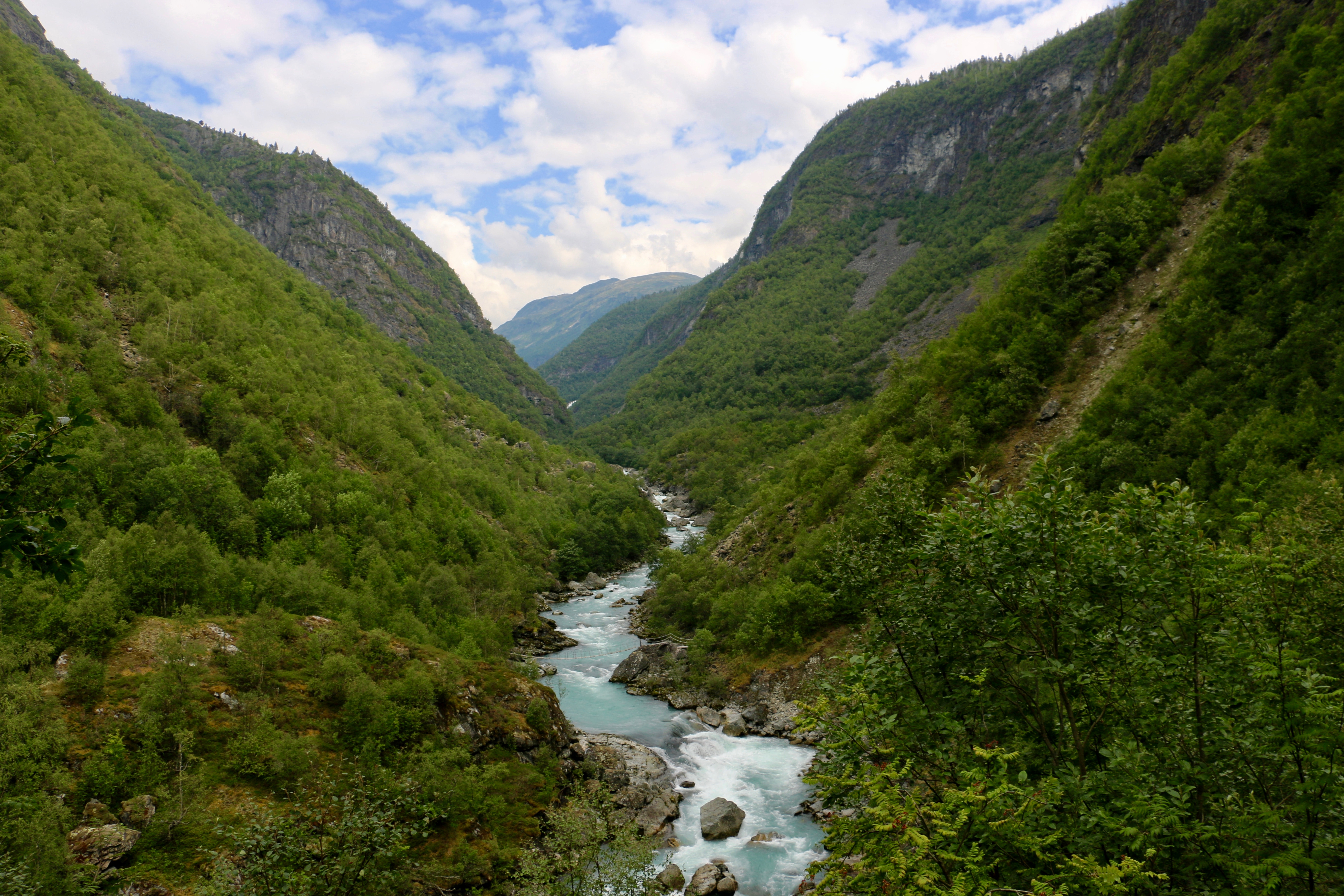
Blick auf das Tal und die Utla

Das Utladalen ist ein Tal in den norwegischen Kommunen Årdal und Luster in der Provinz (Fylke) Vestland. Durch das Tal fließt die Utla.

## Lage und Geografie
Das Utladalen liegt im Jotunheimen-Gebirge und verlängert den Årdalsfjord, einen Seitenarm des Sognefjords. Das enge Tal führt rund 20 Kilometer von der Ortschaft Øvre Årdal und dem See Årdalsvatnet aus in den Nordosten. Auf der Nord-West-Seite des Tals liegt die Gebirgsgruppe Hurrungane. Sowohl nordwestlich als auch südöstlich des Tals befinden sich mehrere Berge, die Höhen von über 2000 moh. erreichen.
Durch das Tal fließt die Utla. Der Fluss entsteht im Nordosten des Utladalens durch den Zusammenfluss der Vetlautla aus dem Tal Vetle Utladalen und der Storutla aus dem Storutladalen. In Øvre Årdal mündet die aus dem Südosten auf die Utla zufließende Tya in den Fluss. Kurz darauf mündet die Utla in den See Årdalsvatnet. Im Tal befinden sich mehrere Wasserfälle, die durch Nebenflüsse der Utla gebildet werden. Zu diesen zählt der Vettisfossen auf der Südostseite des Tals. Er ist der höchste unregulierte Wasserfall in Norwegen.

## Landschaftsschutzgebiet Utladalen
Seit November 2014 steht das Tal als Teil des Landschaftsschutzgebiets Utladalen (norwegisch Utladalen landskapsvernområde) unter Schutz. Das Landschaftsschutzgebiet erstreckt sich über Teile der Kommunen Årdal und Luster und hat eine Fläche von 314 km². Zum geschützten Gebiet zählt auch das Seitental Tyedalen. Im Südosten reicht das Gebiet bis zum Ufer des Sees Tyin. Der Wald im Landschaftsschutzgebiet wurde durch die Fluoridverschmutzung aus dem Industriestandort Øvre Årdal beeinträchtigt.
Der im Gesetz formulierte Schutzzweck ist es, „in Verbindung mit dem Jotunheimen-Nationalpark eine wilde und schöne Landschaft des Vestlands mit ökologischem, kulturellem und Erlebniswert zu erhalten, die identitätsstiftend ist.“